# CAMM
A CAMM (Common Anti-Air Modular Missile) egy légvédelmi rakéta, amelyet MBDA konzorcium fejleszt is gyárt. A kis és közepes hatótávolságú rakétát több légvédelmi rakétarendszer is alkalmazza szárazföldön és tengeren egyaránt. Az alapváltozat hatótávolság mintegy 25 km, míg a megnövelt hatótávolságú változata (CAMM-ER) 40 km-re lévő célokat is elérhet. A rakéta a ASRAAM légiharc-rakéta technológiáján alapul, de infravörös helyett aktív radaros rávezetést alkalmaz.

## A CAMM rakétára épülő légvédelmi rendszerek
Maguk a légvédelmi rakéták semmit nem érnek rávezető radarok, indítók illetve tűzelosztó és irányító központok nélkül. Ezekkel együtt alkotnak csak egy hatékony védelmi rendszer. A CAMM rakétacsaládot az alábbi rendszerek alkalmazzák.

### Sea Ceptor  – a hajófedélzeti rendszer
A Sea Ceptor a brit Type 23 fregattokon állt először szolgálatba 2018-ban, de Royal Navy tervei szerint valamennyi fregattjukat és rombolójukat felszerelik vele. A rakétarendszer könnyen integrálható kisebb hajókra is. A CAMM nem igényel saját radar rendszert az elfogáshoz: csupán a cél három dimenziós koordinátáira van szüksége, amelyet bármely légtérellenőrző radar biztosíthat a számára. A rakéta indítható a széles körben elterjedt Mk.41-es függőleges rakéta indítókból, amelyekbe cellánként 4 darab CAMM rakéta tölthető.
A brit haditengerészet mellett a 7 másik tengeri haderő is a Sea Ceptor rendszert választotta.

### EMADS más néven Sky Sabre – a szárazföldi rendszer
A CAMM légvédelmi rakétára épülő szárazföldi telepítésű rendszer 2021 végén állt rendszerbe a brit hadseregben Sky Sabre néven a Rapier váltótípusaként. A rendszer SAAB Giraffe célfelderítő radarokból, Rafael MIC4AD típusú tűzelosztó központokból valamint 8 rakétás indítókból áll. A Giraffe radar hatótávolsága 120 km. A rendszer egyes komponenseit egymástól 15 km-es távolságra lehet széttelepíteni, így lényegesen megnő védhető terület mérete illetve a rendszer túlélőképessége. A Sky Sabre egyidejűleg 24 célt támadhat és valamennyi komponense teherautó alvázakra van telepítve a nagy mobilitás érdekében.

A rendszert az MBDA vállalat EMADS (Enhanced Modular Air Defence Solutions) néven forgalmazza. Az olasz haderő is várhatóan rendszeresíteni fogja az ASPIDE rakétarendszer váltótípusaként.

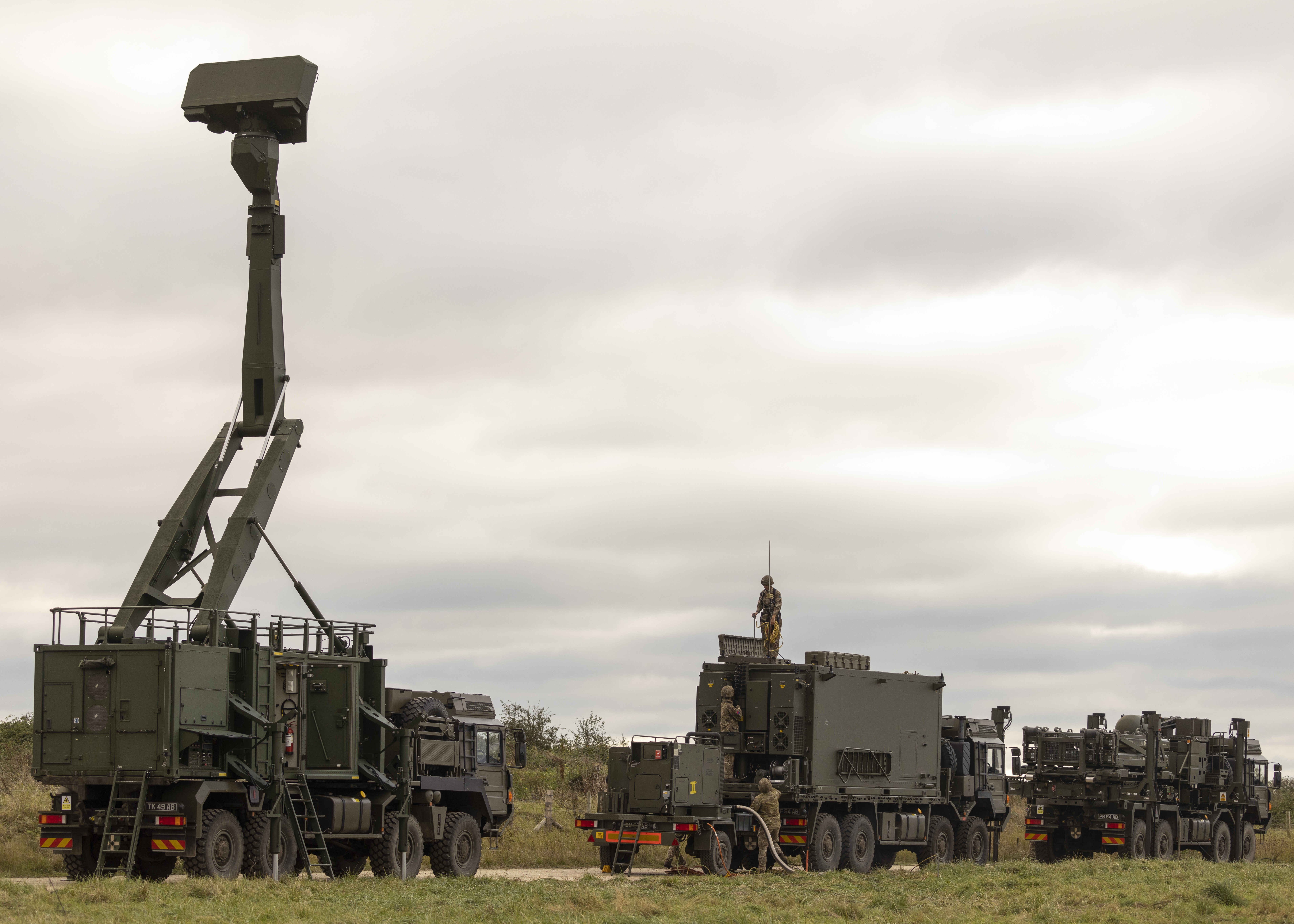
A Sky Sabre jellegzetes "Zsiráf" radarja
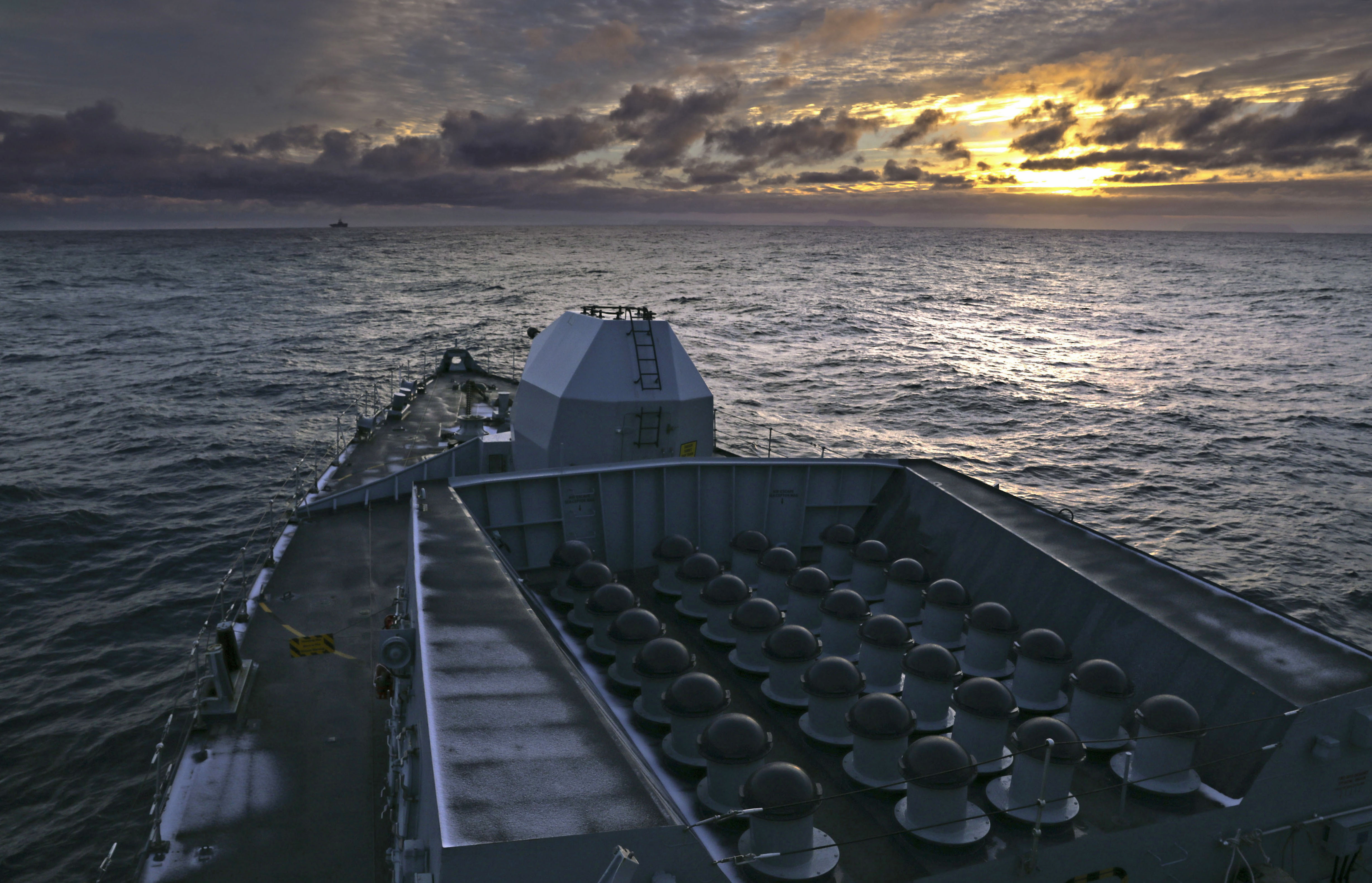
Az HMS Northhumberland fregatt Sea Ceptor indítói

## Alkalmazók

#### Jelenlegi alkalmazók
Chile – a brit gyártású Type 23 fregattjaikon Sea Ceptorra cserélik az elavult Sea Wolf rendszert.
 Egyesült Királyság – A Királyi Haditengerészet (Royal Navy) valamennyi Type 23, Type 26 és Type 31 típusú fregatján valamint Type 45 rombolóján rendszeresítésre kerül a Sea Cepor rakéta rendszer. A brit hadsereg pedig Sky Sabre rakétarendszerre cseréli a hidegháború idején kifejlesztett Rapier légvédelmi rendszerét.
 Új-Zéland – ANZAC osztályú fregattjaikat Sea Ceptor rakétákkal modernizálták.

#### Jövőbeni alkalmazók
Brazília – az építés alatt álló Tamandaré osztályú fregattok fegyverzete a Sea Ceptor lesz, illetve a CAMM szárazföldi változatát a brazil tengerész gyalogság is rendszeresíti majd.
 Kanada – a kanadai haditengerészet következő generációs fregattjainak légvédelmi fegyverzete a Sea Ceptor lesz
 Lengyelország – a lengyel haditengerészet következő generációs Miecznik osztályú fregattjainak légvédelmi fegyverzete a Sea Ceptor lesz. A CAMM rakéta lesz az alapja a lengyel hadsereg Narew légvédelmi rendszerének is.
 Olaszország – a CAMM-ER rakétára épülő szárazföldi és haditengerészeti légvédelmi rendszert az olasz haderő mindhárom fegyverneme rendszeresíti.
 Pakisztán – a Babur osztályú  korvettek CAMM-ER rakétára épülő haditengerészeti légvédelmi rendszerrel lesznek felszerelve.